# Naser Khader

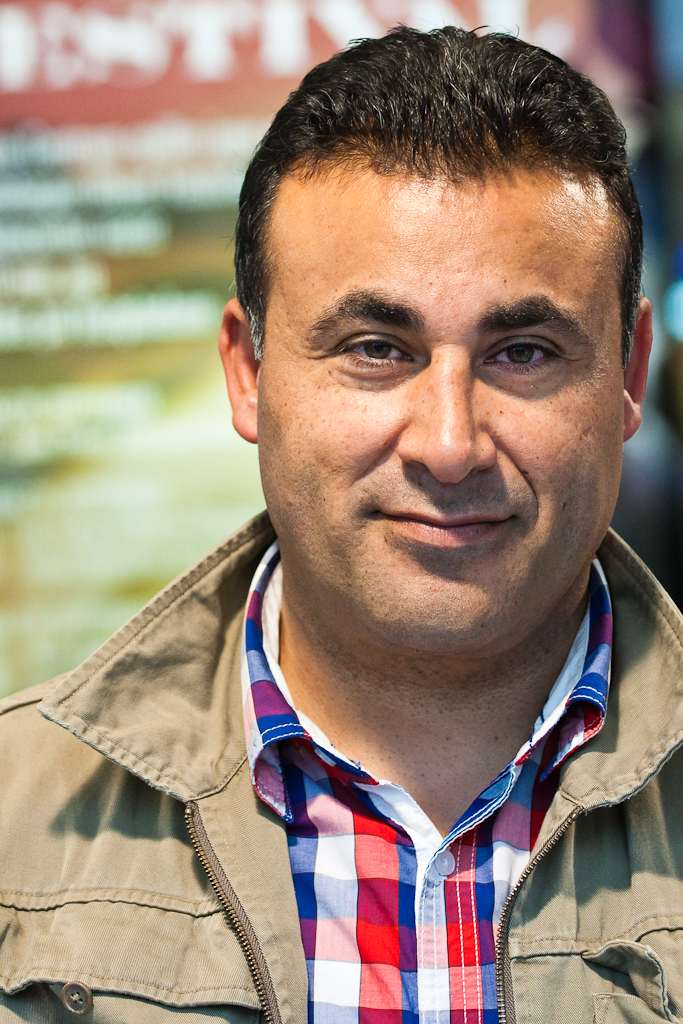
Naser Khader

Naser Khader (arabisch ناصر خضر, DMG Nāṣir Ḫaḍir; * 1. Juli 1963 in Damaskus, Syrien) ist ein dänischer Politiker der Konservativen Volkspartei. Er war bis 2011 Abgeordneter im Folketing und zuletzt außen- und integrationspolitischer Sprecher seiner Fraktion.
Zuvor war Khader von 1984 bis 2007 Mitglied der linksliberalen Radikalen Venstre. 2007 bis 2009 war er Mitglied der liberal-konservativen Ny Alliance (umbenannt in Liberal Alliance). 2009 wechselte er zu den Konservativen.

## Migration und Integration
Naser Khader wurde als ältestes von fünf Kindern des Palästinensers Ahmad Abu Khader (1930–1998) und dessen syrischer Frau Sada (* 1944) geboren. Er wuchs traditionell im Dorf Barseh 15 Kilometer außerhalb von Damaskus auf. Als Einwanderer hatte sein Vater Schwierigkeiten, in Syrien Arbeit zu finden, und obwohl sie im Dorf seiner Ehefrau lebten, wurde sie als „die, die einen Fremden geheiratet hat“ bezeichnet. Der Vater ging daher 1969 als Gastarbeiter nach Deutschland und kurz darauf nach Dänemark. Die Mutter kam 1974 mit den fünf Kindern nach und musste feststellen, dass ihr Mann eine dänische Freundin und zwei Kinder mit ihr hatte. Die Mutter war Analphabetin und sprach kein Wort Dänisch. Sie zog mit den fünf Kindern bei ihrem Mann ein und fortan lebte die ganze Familie in Kopenhagen. Die Kinder wuchsen in bescheidenem Wohlstand und vor allem mit guter Schulbildung auf. Sie waren schnell integriert und hatten dänische Freunde. Naser Khader und seine Geschwister erfuhren erst als junge Erwachsene von ihren beiden dänischen Schwestern. Die Eltern eröffneten in den 1980er Jahren einen Gemüsehandel mit Videothek in Kopenhagen-Nørrebro.
Khader besuchte das Rysensteen Gymnasium, studierte von 1986 bis 1993 Politische Wissenschaften an der Universität Kopenhagen und anschließend Nahoststudien an der Universität von Süddänemark in Odense (1993), Rhetorik an der Universität Aarhus (1994/95) und Islamwissenschaft an der al-Azhar-Universität in Kairo (1997).
Von 1983 bis 1998 arbeitete Khader als Übersetzer und Dolmetscher für Arabisch und von 1989 bis 1997 als Berater für Danmarks Radio (DR). Von 1998 bis 2001 war er Mitglied des dänischen Ethikrates und von 2000 bis 2001 Mitglied einer Expertenkommission für Integration für das Innenministerium. Von 2004 bis 2008 war Khader UNICEF-Botschafter.
Naser Khader lebt mit der dänischen Juristin und Autorin Bente Dalsbæk zusammen. Aus einer vorherigen Beziehung haben sie jeweils ein Kind. Außerdem haben sie einen gemeinsamen Sohn.

## Politiker
Von 1984 bis Mai 2007 war Naser Khader Mitglied der sozialliberalen Partei Radikale Venstre, 1997–2000 Abgeordneter in der Kopenhagener Stadtverordnetenversammlung, dann seit 2001 im Folketing.
Am 7. Mai 2007 kündigte Naser Khader an, die Radikale Venstre zu verlassen, um zusammen mit den Europaparlamentariern Anders Samuelsen und Gitte Seeberg eine neue Partei zu gründen. Diese Ny Alliance (Neue Allianz) wählte ihn zu ihrem Gründungsvorsitzenden. Sie errang bei der Folketingswahl 2007 fünf Mandate, konnte aber entgegen den ursprünglichen Hoffnungen keinen Einfluss auf die Regierungsbildung nehmen. Am 5. Januar 2009 trat Khader nach anhaltender Kritik an seinen strategischen Fähigkeiten zurück. Tatsächlich vertrug sich Khaders politisches Profil nur schlecht mit der von Samuelsen angestrebten marktliberalen Ausrichtung der Partei.
Khader wechselte in die Fraktion der Konservativen Volkspartei. Am 14. August 2009 wurde er zum außenpolitischen und integrationspolitischen Sprecher der Konservativen berufen. 2011 verpasste er den Wiedereinzug ins Parlament.

## Islam und Demokratie
International bekannt wurde Khader während des Karikaturenstreits, der Dänemark 2006 erschütterte. Wegen seiner moderaten Haltung erhielt er Drohungen von Islamisten, deren Höhepunkt der Skandal um die indirekten Morddrohungen seitens des Imams Ahmed Akkari war. Dieser hatte sich vor versteckter Kamera „scherzhaft“ vorstellen können, dass Khader einem Attentat zum Opfer fiele, sollte er zum Integrationsminister aufsteigen. Zwar sprach Akkari von einem Scherz, konnte sich aber selbst in seiner Gemeinde nicht mehr als Wortführer halten.
Naser Khader wirbt für die Verbindung von Demokratie und Islam („Euroislam“) und gründete während des Karikaturenstreits die Gruppe Demokratische Muslime in Dänemark. Ihre sogenannten Zehn Gebote der Demokratie lauten:
1. Wir alle müssen Politik und Religion trennen, und wir dürfen die Religion nicht über die Gesetze in einer Demokratie stellen.
2. Wir müssen respektieren, dass alle Menschen gleiche Rechte bezüglich ihres Geschlechtes, ihrer Abstammung, ihrer sexuellen Orientierung oder ihrer religiösen Anschauungen haben.
3. Niemand darf Hass schüren, und wir dürfen niemals zulassen, dass Hass in unsere Herzen einzieht.
4. Niemand darf jemals Gewalt benutzen oder dazu auffordern - unabhängig davon wie frustriert oder verletzt wir uns fühlen, oder wie gerecht unsere Sache auch sein möge.
5. Wir müssen alle den Weg des Dialogs nutzen - immer.
6. Wir müssen alle die Freiheit zur Meinungsäußerung respektieren, auch die Freiheit derjenigen, mit denen wir uns am uneinigsten sind.
7. Niemand kann für sich oder andere einen besonderen Platz beanspruchen, weder als überlegen noch als unterlegene Personen, noch als ewige Opfer.
8. Wir müssen die nationalen und religiösen Symbole anderer so behandeln, wie uns das umgekehrt von ihnen wünschen – das Verbrennen von Flaggen und Graffiti an Kirchen, Moscheen und Synagogen sind Beleidigungen, die den Dialog verhindern und die Unterdrückung anderer fördern.
9. Wir müssen auf unsere Sitten und Umgangsformen in der Öffentlichkeit achten. Der öffentliche Raum ist keine Bühne, auf der wir unsere Aggressionen ablassen oder Hass und Furcht verbreiten, sondern soll ein Forum für Visionen und Argumente sein, von denen die besten Unterstützung gewinnen können.
10. Wir alle müssen für unsere Gegner eintreten, wenn diese gehässig behandelt werden.

## Trivia
Naser Khader trägt am rechten Oberarm eine Tätowierung mit dem arabischen Schriftzug ديمقراطية ‚Demokratie‘ 

## Veröffentlichungen
- Khader.dk - Sammenförte erindringer Aschehoug, Kopenhagen 2000 (zusammen mit Jakob Kvist)
- Ære og Skam. Det islamiske familie- og livsmönster i Danmark og Mellemösten Borgen, Valby 2002 (1. Auflage 1996)
- Naser Khader og folkestyret Politiken, Kopenhagen 2005 (Redaktion Anette Vestergaard)

## Sekundärliteratur
- Bente Dalsbæk: Med underkop - Livet med min muslimske svigermor. Ekstra Bladets forlag, Kopenhagen 2006, ISBN 87-7731-276-7.